# Estelle Mossely
Estelle Mossely, född den 19 augusti 1992, är en fransk boxare som vann guld i lättvikt vid Olympiska sommarspelen 2016.